# Haitian Center Tower 2
Der Haitian Center Tower 2 (chinesisch 海天中心2号楼) ist ein Wolkenkratzer, der sich seit 2021 in der Hong Kong West Road 48 in Qingdao, Volksrepublik China, befindet. Es ist das höchste Gebäude in der Stadt und in der Provinz Shandong mit einer Höhe von 369 Metern. Das Gebäude ist Teil eines größeren Gebäudekomplexes, des Haitian Center Complex,  und wird als Bürogebäude und Hotel genutzt.
Die Bauarbeiten begannen um 2016 und wurden im ersten Halbjahr 2021 abgeschlossen.